# مارتا راندال
مارتا راندال (بالإنجليزية: Marta Randall)‏ (26 أبريل 1948، مدينة مكسيكو في المكسيك)؛ كاتِبة وروائية أمريكية.